# Margate
Margate è una città marinara di 57 008 abitanti della contea del Kent, in Inghilterra, situata nell'Isola di Thanet (Isle of Thanet) ed appartenente - dal punto di vista amministrativo - al distretto di Thanet.

## Cultura
È sede di una galleria d'arte moderna dedicata al celebre pittore inglese William Turner, che qui soggiornò ripetutamente, producendo diversi dei suoi dipinti. Nel territorio comunale è presente il murales Valentine's Day Mascara di Banksy, realizzato nel 2023.

## Teatro
Margate è città nota per la sua attività teatrale (due teatri sono presenti a Margate: il Theatre Royal in Addington Street - il secondo, più antico teatro del paese – e il Tom Thumb Theatre, il secondo, più piccolo del paese).
Dal 1885 al 1899 il Theatre Royal fu sede di una scuola teatrale condotta da Sarah Thorne, che è vista in Gran Bretagna come la prima scuola formale di arte drammatica. Tra gli attori che qui ricevettero il loro iniziale addestramento alla recitazione teatrale si annoverano: Harley Granville-Barker, Evelyn Millard, Louis Calvert, Janet Achurch, Adelaide Neilson, Irene Vanbrugh Nelson e Violet Vanbrugh.

## Amministrazione

### Gemellaggi
- Larnaca
- Jalta
- Idar-Oberstein